# Surinam (kolonia)
Surinam (niderl. Suriname) – holenderska kolonia plantacyjna w regionie Gujany, sąsiadująca z również należącą do Holandii kolonią Berbice na zachodzie i francuską kolonią Cayenne na wschodzie.
Surinam był holenderską kolonią od 26 lutego 1667 r., kiedy siły holenderskie zdobyły angielską kolonię Francisa Willoughby’ego podczas drugiej wojny angielsko-holenderskiej, aż do 15 grudnia 1954 r., kiedy Surinam stał się państwem składowym Królestwa Niderlandów.
Panowanie Holandii nad Surinamem i panowanie Wielkiej Brytanii nad Nowymi Niderlandami, które zostały podbite w 1664 r., zostało zachowane na mocy postanowień podpisanego w Bredzie traktatu z 31 lipca 1667 r. i ponownie potwierdzone w Traktacie Westminsterskim z 1674 r. 
Po tym jak inne holenderskie kolonie w Gujanie, tj. Berbice, Essequibo, Demerara i Pomeroon, zostały utracone na rzecz Brytyjczyków w 1814 roku, kolonia Surinamu była często określana jako Gujana Holenderska, zwłaszcza po 1831 roku, kiedy Brytyjczycy włączyli Berbice, Essequibo i Demerarę do Gujany Brytyjskiej. Ponieważ termin „Gujana Holenderska” został użyty w XVII i XVIII w. w odniesieniu do wszystkich kolonii holenderskich w Gujanie, użycie tego terminu dla określenia Surinamu może być mylące.

## Historia
Kolonizacja Surinamu była związana z niewolnictwem. Gospodarka plantacyjna opierała się głównie na pracy niewolników, dostarczanych przez Holenderską Kompanię Zachodnioindyjską z placówek handlowych w Afryce Zachodniej. Cukier, bawełna i indygo były głównymi towarami eksportowanymi z kolonii do Holandii do początku XVIII wieku, kiedy kawa stała się najważniejszym produktem eksportowym Surinamu. Traktowanie niewolników przez plantatorów było notorycznie złe. Historyk Charles Boxer napisał, że „nieludzkość człowieka dla człowieka prawie osiągnęła swoje granice w Surinamie”  – wielu niewolników uciekało z plantacji. Katastrofa giełdowa w Amsterdamie w 1773 r. zadała poważny cios gospodarce plantacyjnej. Dodatkowo Brytyjczycy znieśli handel niewolnikami w 1807 r.  Wilhelm I podpisał królewski dekret o zniesieniu handlu niewolnikami w czerwcu 1814 r. i zawarł anglo-holenderski traktat o zapobieganiu handlu niewolnikami w maju 1818 r. Wiele plantacji zbankrutowało w wyniku zniesienia handlu niewolnikami, a wiele zostało połączonych w celu zwiększenia wydajności.

### Zniesienie niewolnictwa
Niewolnictwo zostało ostatecznie zniesione w 1863 roku, choć niewolnicy zostali uwolnieni dopiero po dziesięcioletnim okresie przejściowym w 1873 roku . Podpisanie obustronnego porozumienia pomiędzy Holandią a Wielką Brytanią w 1870 roku zachęciło do imigracji do Surinamu robotników z Indii Brytyjskich. Oprócz nich do pracy na plantacjach w Surinamie zatrudniono także jawajskich pracowników z Holenderskich Indii Wschodnich . W tym samym czasie rozpoczęto w dużej mierze nieudaną próbę skolonizowania Surinamu przez zubożałych rolników z Holandii.

### XX wiek
W XX wieku wykorzystywano naturalne zasoby Surinamu, w tym kauczuk, złoto i boksyt. Gorączka złota, która nastąpiła po odkryciu złota na brzegu rzeki Lawy, pobudziła budowę Kolei Lawa w 1902 r. Budowa została wstrzymana po tym, jak produkcja złota okazała się rozczarowująca. W 1916 r. amerykańska firma aluminiowa Alcoa rozpoczęła wydobycie boksytu nad brzegiem rzeki Cottica, w pobliżu miejscowości Moengo. W 1938 roku firma zbudowała hutę aluminium w Paranam.
Częściowo ze względu na znaczenie surinamskiego aluminium dla sojuszniczego wysiłku wojennego, oddziały Stanów Zjednoczonych okupowały Surinam na mocy porozumienia z rządem holenderskim na uchodźstwie zawartego 23 listopada 1941 r. Zgodnie z postanowieniami Karty Atlantyckiej z sierpnia 1941 r. holenderski rząd na uchodźstwie obiecał położyć kres kolonialnym stosunkom między Holandią a jej zamorskimi posiadłościami, obiecując im daleko idącą autonomię i samorządność. Osiągnięto to ostatecznie przez proklamację Karty Królestwa Niderlandów 15 grudnia 1954 r., na mocy której ustanowiono Królestwo, w którym Holandia, Antyle Holenderskie i Surinam uczestniczyły na zasadzie równości. W 1975 r. Surinam opuścił Królestwo Niderlandów, stając się niezależnym krajem.

## Administracja
Od 1683 r. kolonia była zarządzana przez Towarzystwo Surinamu, spółkę złożoną z trzech równouprawnionych udziałowców: Amsterdamu, rodziny Van Aerssen van Sommelsdijck oraz Holenderskiej Kompanii Zachodnioindyjskiej. Chociaż organizacja i administracja należały do kolonii, były ograniczone do tych trzech udziałowców. Wszyscy obywatele Republiki Holenderskiej mogli swobodnie handlować z Surinamem . Również plantatorów konsultowano w Radzie Policji, co było unikalną cechą wśród kolonii Gujany .
W listopadzie 1795 r. Towarzystwo zostało upaństwowione przez Republikę Batawską. Od tego czasu do 1954 r. Republika Batawska i jej następcy prawni (Królestwo Holandii i Królestwo Niderlandów) rządzili terytorium jako kolonią narodową, z wyjątkiem okresu brytyjskiej okupacji między 1799 a 1802 r., oraz między 1804 a 1816 r.
Po przejęciu Republiki Batawskiej w 1795 r. rząd holenderski wydał różne przepisy rządowe dla Surinamu (niderl. Regeringsreglement voor Surinam), ustanawiając rząd kolonii. W 1865 r. nowe rozporządzenie rządowe zastąpiło poprzednie rozporządzenie z 1832 r., które teoretycznie nadało Surinamowi ograniczoną autonomię . Elita kolonialna otrzymała prawo wyboru rady kolonialnej (niderl. Koloniale Raad), która współrządziłaby kolonią wraz z gubernatorem generalnym mianowanym przez koronę holenderską. Rada Kolonialna mogła decydować między innymi o budżecie kolonii, który podlegał zatwierdzeniu przez holenderską koronę, ale nie przez parlament .
W następstwie holenderskiej rewizji konstytucji z 1922 r., w której termin „kolonia” został zastąpiony przez „terytorium zamorskie”, rozporządzenie rządu z 1865 r. zostało zastąpione ustawą zasadniczą Surinamu (niderl. Staatsregeling van Suriname) w dniu 1 kwietnia 1937 r. Ustawa podstawowa zmieniła nazwę Rady Kolonialnej na Surinam (niderl. Staten van Suriname) i zwiększyła liczbę jej członków z 13 do 15.
Po II wojnie światowej, podczas której holenderski rząd na uchodźstwie zobowiązał się do rewizji stosunków między Holandią a jej koloniami, ustawa zasadnicza została poddana gruntownej zmianie. W marcu 1948 r. holenderski parlament przyjął zmiany do ustawy zasadniczej, które wprowadziły powszechne prawo wyborcze zarówno dla mężczyzn, jak i kobiet, co zwiększyło liczbę członków z 15 do 21, powołano również radę College van Algemeen Bestuur, która miała pomagać gubernatorowi w codziennym zarządzaniu, a która była prekursorem gabinetu ministrów. Nowa konstytucja weszła w życie w lipcu 1948 r.

## Wojsko
W 1868 r. rząd holenderski utworzył Troepenmacht w Surinamie (TRIS), który służył jako holenderska armia kolonialna w Surinamie. Oznaczało to, że podobnie jak Królewska Holenderska Armia Wschodnioindyjska w Holenderskich Indiach Wschodnich (KNIL), TRIS podlegało holenderskiemu ministerstwu kolonii, a nie holenderskiemu ministerstwu obrony. Armii TRIS była jednak niewielka w porównaniu z armią KNIL – składała się z dwóch oddziałów piechoty i dwóch kompanii artyleryjskich, w sumie w TRIS służyło 636 żołnierzy. Żołnierze ci mieli za zadanie patrolowanie i pełnienie obowiązków policyjnych w holenderskiej kolonii Surinamu.

## Gujana Holenderska
Chociaż kolonia zawsze była oficjalnie znana jako Suriname lub Surinam, zarówno w języku niderlandzkim, jak i w angielskim, to w XIX i XX wieku była często nieoficjalnie i półoficjalnie określana jako Gujana Holenderska (niderl. Nederlands Guiana) analogicznie do Gujany Brytyjskiej i Gujany Francuskiej. Używanie tego terminu dla Surinamu jest problematyczne – historycznie Surinam był tylko jedną z wielu kolonii holenderskich w regionie Gujany, inne to Berbice, Essequibo, Demerara i Pomeroon, które po przejęciu przez Zjednoczone Królestwo w 1814 r. zostały ostatecznie połączone w Gujanę Brytyjską w 1831 r. Przed 1814 r. termin Gujana Holenderska nie opisywał odrębnej jednostki politycznej, lecz wszystkie kolonie podlegające Holandii. Chociaż odwoływanie się do gubernatorów Surinamu po 1814 r. jako gubernatorów Gujany Holenderskiej wydaje się nieszkodliwe, to jednak problematyczne jest to dla gubernatorów sprzed 1814 r., ponieważ oznaczałoby to, że sprawowali oni jurysdykcję nad innymi koloniami holenderskimi w Gujanie, co de facto nie miało miejsca.